# سكينة زاكور
سكينة زاكور (مواليد 13 أكتوبر 1993) رياضية مغربية متخصصة في رمي المطرقة.

## مسيرتها
احتلت المركز العاشر في بطولة أفريقيا لألعاب القوى 2014، والمركز الرابع في بطولة أفريقيا لألعاب القوى 2016، وفازت بالميدالية الذهبية في بطولة أفريقيا لألعاب القوى 2018.
فازت كذلك بالميدالية البرونزية في ألعاب التضامن الإسلامي 2017، وفازت بالميدالية الفضية في البطولة العربية لألعاب القوى 2017، وحلّت في المركز السابع في الألعاب الفرانكوفونية 2017، والسابعة في ألعاب البحر الأبيض المتوسط 2018.
أفضل رقم شخصي لها هو 68.28 متر، حقّقته في بطولة أفريقيا لألعاب القوى 2018 في أسابا بنيجيريا.

## روابط خارجية
- سكينة زاكور على موقع الاتحاد الدولي لألعاب القوى (الإنجليزية)